# Maculusso
Maculusso é um bairro angolano que pertencente ao município de Ingombota, na província de Luanda.

## Património
- Igreja da Sagrada Família (Luanda)